# Комсомолец (Краснодарский край)
Комсомо́лец — посёлок в Ейском районе Краснодарского края.
Административный  центр Красноармейского сельского поселения.

## География
Через посёлок проходит автомобильная дорога «Ейск—Ясенская».

## История
Хутор Комсомолец зарегистрирован 22 августа 1952 года.

## Экономика
Комбикормовый завод.

## Социальная сфера
Спорткомплекс (в том числе плавательный бассейн).

## Население
| 2002 | 2010  |
| ---- | ----- |
| 1982 | ↗2033 |